# Paa Joe
Joseph Ashong, de son nom d'artiste Paa Joe, est le plus important artiste de cercueils personnalisés ghanéen de sa génération.
Ses cercueils personnalisés étaient déjà montrés en 1989 avec les travaux du charpentier et artiste Kane Kwei dans l’exposition „Les magiciens de la terre“ au Centre Pompidou à Paris. 

## Biographie
Né en 1947 dans la région d’Akwapim au Ghana Paa Joe a fait son apprentissage 1962 à 1972 dans l’atelier Kane Kwei à Teshie, dans la région du Grand Accra. 
Après 1972 il travaille deux ans comme maître chez Kane Kwei. 
En 1976 Paa Joe ouvre son propre atelier de cercueils personnalisés à Nungua. 
En 2009, il déménage à Pobiman où il dirige son nouveau atelier. Il réalise toujours avec ses fils Jacoob et Isaac des cercueils figuratifs et des sculptures pour des enterrements ghanéens ainsi que pour des musées d’art et des collectionneurs privés. 
En 2013 Paa Joe était invité pour une résidence de six semaines à Nottingham en Angleterre.
Paa Joe était le maître de Daniel Mensah (en), Kudjoe Affutu et d'Eric Kpakpo qui travaillent maintenant dans leurs propres ateliers de cercueils personnalisés.

## Film
2016 Paa Joe & the Lion. Un film Artdocs de Benjamin Wigley et Anna Griffin, GB.

## Expositions de groupes (sélection)
- 2017 "Malick Sidibé" Fondation Cartier Paris
- 2012 Brooklyn Museum
- 2012 Southbank, UK
- 2011 Salon 94 New York
- 2011 Jack bell Galley, UK
- 2011 V&A museum UK.
- 2010/11 "Living and Dying Gallerie" British Museum London
- 2007/2008 Six Feet Under, Deutsches Hygienemuseum, Dresden
- 2006 Melbourne Festival
- 2006 Six Feet Under, Kunstmuseum Bern
- 2005 Jack Shainman Gallery, New York City
- 2003 Schokolade, die süsse Verführung, Museum für Völkerkunde Bâle
- 2002 Autolust, Stapferhaus Lenzburg, Suisse
- 1989 Les Magiciens de la terre, Centre Pompidou, Paris

## Filmographie
- Paa Joe and the Lion, un film de Ben Wigley (directeur) et Anna Griffin (producteur), Notthingham, 2016.